# امام جمعه

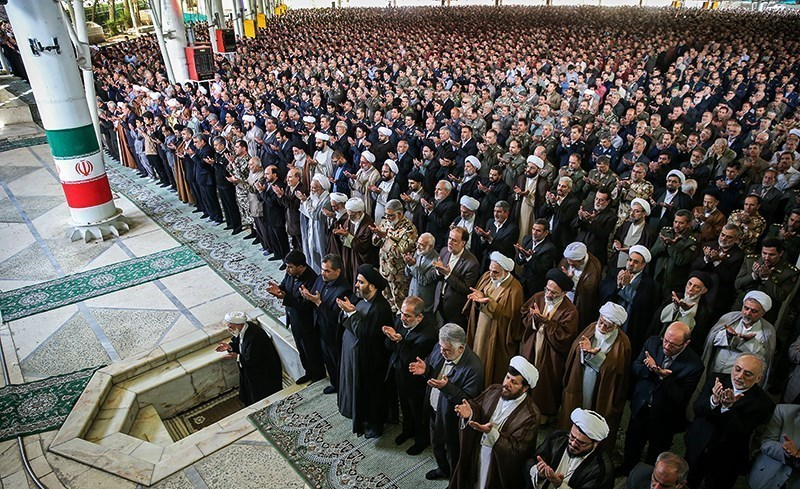
نماز جمعه تهران ۱۳۹۵ به امامت احمد جنتی

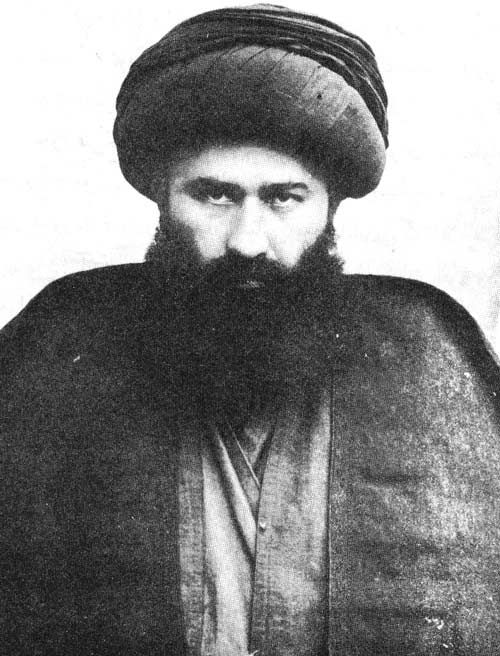
میرزا ابوالقاسم تهرانی داماد مظفرالدین‌شاه امام جمعه تهران بود.

امام جمعه در دین اسلام شخصی است که امامت نماز جمعه را به عهده دارد. نماز جمعه بر دو نوع برگزار می‌شود:
- نوع دیگر نماز جمعه شیعیان است که می‌بایست طبق احکام شیعی فقط یک نماز جمعه در هر شهر برگزار شود.
- نماز جمعه‌ای که اهل سنت برگزار می‌کنند. این نماز جمعه در هر محله می‌تواند در هر مسجدی برگزار شود. هر شخص مورد تأیید یک مسجد می‌تواند امام جمعه آن مسجد شود.

امام جمعه علاوه بر مسائل و احکام دینی باید تسلط بر احکام سیاسی و اجتماعی و مشکلات وقت جامعه داشته باشد، چرا که باید در نماز جمعه دو خطبه بخواند که یکی دربارهٔ مسائل اجتماعی و دیگری در مورد مسائل روز و سیاسی جامعه.

## امامت جمعه در ایران
امامت جمعه در جهان شیعه و ایران سابقه دور و زیادی دارد.

### امامت جمعه قبل از انقلاب
در دوران سلطنت شاه طهماسب صفوی روحانیون به‌ویژه محقق کرکی از تلاشگران در این حوزه نام برده شده است، که او نخستین نماز جمعهٔ رسمی و پذیرفته شده نزد اغلب فقها را، در شهر قزوین پایتخت ایران برپا کرد.

در دوران سلطنت شاه عباس صفوی، شیخ بهایی و میرداماد در شهر اصفهان پایتخت حکومت صفوی، نماز جمعه را اقامه می‌نمودند.
بعد از مدتها که نماز جمعه مهجور مانده بود، سید محمدتقی غضنفری خوانساری (از فقهای شیعه) به عنوان بنیان‌گذار نماز جمعه در دوره معاصر از حدود سال ۱۳۱۴ تا سال ۱۳۵۰ شمسی نماز جمعه را در خوانسار اقامه داشته است. بعد از درگذشت وی فرزندانش سید محمدمهدی غضنفری خوانساری و سید محمد هاشم غضنفری خوانساری نماز جمعه را اقامه می‌نمودند.
بعد از تجربه اقامه نماز جمعه در خوانسار و واکنش علما و مردم نسبت به آن، سید محمدتقی خوانساری نیز در حوالی سال ۱۳۱۸ شمسی در قم نماز جمعه را اقامه می‌نمود.
در دوره قاجار هنگامی که فتحعلی‌شاه مسجد شاه را در تهران بنا کرد، تصمیم گرفت سید مهدی خاتون‌آبادی اصفهانی عالم و استاد حوزه اصفهان و نوه میر محمد صالح حسینی خاتون آبادی (شاگرد و داماد علامه مجلسی) را برای امامت جمعه در مسجد شاه، به تهران بیاورد. سید مهدی خاتون‌آبادی دارای مقام علمی والایی بود و پس از بازگشت از زیارت خانه خدا در سن ۶۳ سالگی درگذشت و از تمام ولایات ایران علماء و بزرگان برای تشییع وی به تهران آمدند. برادر زاده وی میرزا ابوالقاسم خاتون‌آبادی فرزند ارشد میر محمد حسین هم به تهران آمد. (میر محمد حسین برادر میر سید مهدی اهل علم و شخص اول اصفهان بود و تا هنگام درگذشت در آن شهر زندگی می‌کرد) چون سید مهدی امام جمعه تهران دارای فرزند پسر نبود، برحسب امر فتحعلی‌شاه، میرزا ابوالقاسم حسینی خاتون آبادی در تهران توقف کرد و بعد از رحلت عمو به مقام امامت جمعه تهران رسید، بعد از او منصب امامت جمعه به فرزندش میرزا زین‌العابدین ظهیرالاسلام رسید و بعد از او نیز فرزندش میرزا ابوالقاسم تهرانی امام جمعه تهران شد که در جریان فتح تهران برکنار شد و برای مدتی برادرش عهده‌دار سمت امامت جمعه بود. در زمان پهلوی دوم در سال ۱۳۲۴ فرزند میرزا ابوالقاسم دوم سید حسن امامی به فرمان محمدرضا پهلوی امام جمعه تهران شد.

### امامت جمعه پس از انقلاب
امام جمعه دائم از طرف شورای سیاستگذاری ائمه جمعه کشور (تحت اشراف رهبر) انتخاب می‌شود. امام جمعه دائم می‌تواند یک یا چند نفر را به عنوان امام جمعه موقت همان شهر انتخاب کند. امام جمعه دائم مراکز استان‌ها از طرف ولی فقیه یا رهبر حکومت اسلامی-شیعی انتخاب و مشروعیت پیدا می‌کند و نماینده ولی فقیه در آن استان نیز می‌باشند. امامان جمعه در اکثر مراکز استان‌ها نماینده ولی فقیه نیز هستند. فهرست آن‌ها را در فهرست نمایندگان ولی فقیه در استان‌ها ببینید.

## امامان جمعه بعد از انقلاب در تهران

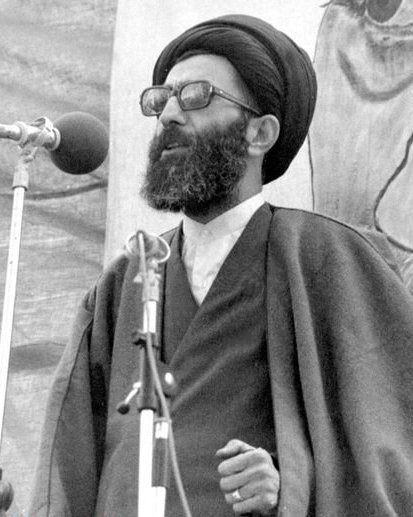
سید علی خامنه‌ای به عنوان امام جمعه تهران در سال ۱۳۵۸

### امامان جمعه
1. سید محمود طالقانی
2. حسینعلی منتظری
3. سید علی خامنه‌ای (امام جمعه دائم)

### امامان جمعه موقت
1. سید عبدالکریم موسوی اردبیلی
2. اکبر هاشمی رفسنجانی
3. محمد امامی کاشانی
4. محمدمهدی ربانی املشی
5. محمد یزدی
6. محمدرضا مهدوی کنی
7. احمد جنتی
8. سید حسن طاهری خرم‌آبادی
9. محمدعلی موحدی کرمانی (امام جمعه موقت)
10. سید احمد خاتمی (امام جمعه موقت)
11. کاظم صدیقی
12. سید محمدحسن ابوترابی‌فرد (امام جمعه موقت)
13. محمدجواد حاج‌علی‌اکبری (امام جمعه موقت)

در شهر قم، سید محمد سعیدی امام جمعه دائم و سید هاشم حسینی بوشهری و علیرضا اعرافی، امامان جمعه موقت هستند.

## تأسیس نماز جمعه در دوره معاصر
سید محمدتقی غضنفری خوانساری به عنوان مؤسس و بنیان‌گذار نماز جمعه در دوره معاصر از حدود سال ۱۳۱۴ تا ۱۳۵۰ شمسی نماز جمعه را اقامه داشته است. بعد از درگذشت وی فرزندانش سید محمدمهدی غضنفری و سید محمد هاشم غضنفری نماز جمعه را اقامه می‌نمودند.
سید محمدتقی خوانساری نیز در حوالی سال ۱۳۱۸ شمسی و بعد از تجربه اقامه نماز جمعه در خوانسار و واکنش علما و فقها نسبت به اقامه آن در دوران غیبت، نماز جمعه را در شهر قم اقامه می‌نمود.
در شهر تهران و اصفهان نیز از زمان حکومت قاجار تا پایان حکومت پهلوی، خاندان حسینی خاتون آبادی اصفهانی نماز جمعه را اقامه می‌نمودند.

## وظیفه امام جمعه در شیعه
در اسلام روز جمعه روز عبادی سیاسی می‌باشد که یک نفر از طرف حاکم شرع به ایراد سخنرانی پرداخته و اوضاع سیاسی اجتماعی و اقتصادی کشور را به سمع مردم می‌رساند سپس در دو خطبه سخنرانی می‌کنند و بعد نماز جمعه به جای نماز ظهر خوانده می‌شود و بعد از آن نماز عصر خوانده می‌شود.
برخی از شرایط و خصوصیات نماز جمعه و خطبه‌های آن:
1. خطبه‌های نماز، طولانی نباشد. پیامبر اسلام: بعد از شما اقوامی می‌آیند که خطبه‌ها را طولانی و نماز را کوتاه می‌خوانند، اما شما نماز را طولانی بخوانید و خطبه‌ها را کوتاه کنید.[۱۴]
2. خداوند، در نماز جمعه دو خطبه را قرار داد تا یکی از آن‌ها به حمد و ثنای الهی و تقدیس خداوند، و دیگری به حوائج مردم و هشدار و آموزش آنان و نیایش اختصاص یابد.[۱۵]
3. در حال قیام، به ایراد خطبه بپردازد.[۱۶]
4. خطیب، اسلحه دست گیرد ولی آن را به کار نبرد، بلکه به موعظه و ارشاد بپردازد. چنان‌که پیامبر به کمان یا عصا تکیه می‌دادند و خطبه می‌خواندند.[۱۷]
5. هنگامی که امام جمعه از منبر بالا می‌رود و رو به مردم می‌ایستد به مردم سلام کند.[۱۸]
6. خواندن سوره جمعه و منافقون در نماز جمعه. پیامبر اسلام در نماز جمعه سوره جمعه و سوره منافقون را قرائت می‌کرد؛ سوره جمعه را برای بشارت دادن به مؤمنان و برحذر داشتن آنان از دنیا و سوره منافقون را برای مأیوس کردن و توبیخ منافقان.[۱۹]
7. آگاه نمودن مردم به مسائل روز. امام رضا: نماز جمعه یک گردهمایی عمومی است تا امام جمعه مردم را به عبادت و اطاعت ترغیب کند و از گناه و معصیت پرهیز دهد و آنان را از آنچه در اطراف آن‌ها روی می‌دهد و از آنچه برایشان مفید یا مضّر است، آگاه کند.[۲۰]
8. امام جمعه، مردم را از آنچه خداوند به آن امر کرده و آنچه از آن نهی فرموده و آنچه مایهٔ صلاح و فساد آنان است، آگاه سازد و آنان را تعلیم دهد.[۱۵]